# Рибакаре, Баудин
Баудин Ндинди Рибакаре (фр. Baudouin Ndindi Ribakare; род. 1956, Бурунди) — бурундийский футболист и футбольный тренер.

## Клубная карьера
В качестве футболиста выступал в ФРГ. Вызывался в сборную Бурунди.
Баудин впервые возглавил национальную команду своей страны в 1992 году. В 1995 году работал тренером молодёжной сборной страны на чемпионате мира в Катаре. В 1997 году вернулся в основную сборную, но, тем не менее, команде так и не удалось попасть на континентальные и мировые турниры. В 2000 году стал тренером любительского немецкого клуба «Оберхаунштадт» в Бециркслиге, в котором пробыл три года. Спустя три года вернулся в сборную страны. Однако уже через год покинул команду. В общей сложности провёл в качестве наставника сборной около десяти лет.